# Райнбах
Райнбах (нем. Rheinbach) — город в Германии, в земле Северный Рейн-Вестфалия.
Подчинён административному округу Кёльн. Входит в состав района Рейн-Зиг. Население составляет 27 392 человека (на 31 декабря 2010 года). Занимает площадь 69,74 км². Официальный код — 05 3 82 048.
Город подразделяется на 9 городских районов.

## Города-побратимы

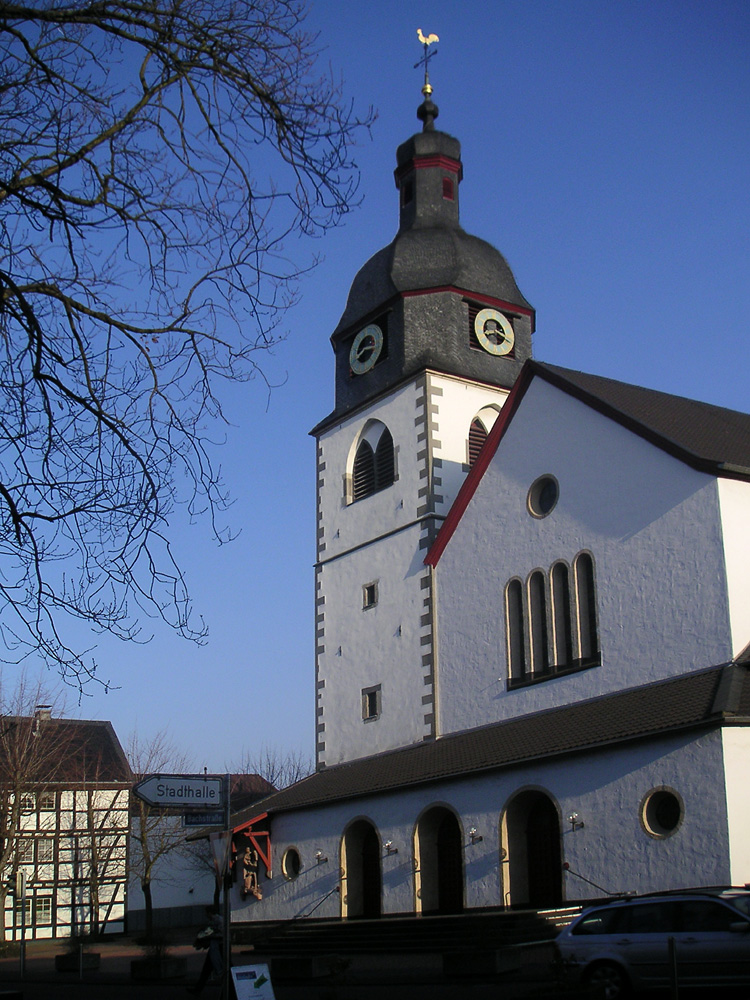
Райнбах

- Дейнзе ( Бельгия)
- Каменицки-Шенов ( Чехия)
- Севенокс ( Великобритания)
- Вильнёв-лез-Авиньон ( Франция)